# Yuri Alvear
Yuri Alvear (Jamundí, 29 de março de 1986) é uma judoca colombiana da categoria até 70 quilos.
Conquistou a medalha de bronze na Jogos Olímpicos de 2012.
Foi campeã mundial em três oportunidades: Roterdã 2009, Rio de Janeiro 2013 e Cheliabinsk 2014.
Foi a porta-bandeira do país na abertura dos Jogos Olímpicos de 2016. Neste evento obteve a medalha de prata ao ser derrotada na luta final pela japonesa Haruka Tachimoto.